# Emmanuelle Farcy
Pour les articles homonymes, voir Farcy.
Emmanuelle Farcy, née le 6 février 1976 à Bray-Dunes dans le Nord, est une coureuse cycliste française.

## Palmarès
- 1997
  - 2e du championnat de France sur route
  - 2e du championnat de France du contre-la-montre
- 2000
  - 2e de la Route des Vins à Fleurie